# 費利佩·德·內韋
費利佩·德·內韋（1724年—1784年11月3日），西班牙帝國殖民官員，曾任加利福尼亞省總督，是洛杉磯市的奠基人之一。

## 生平

### 早年

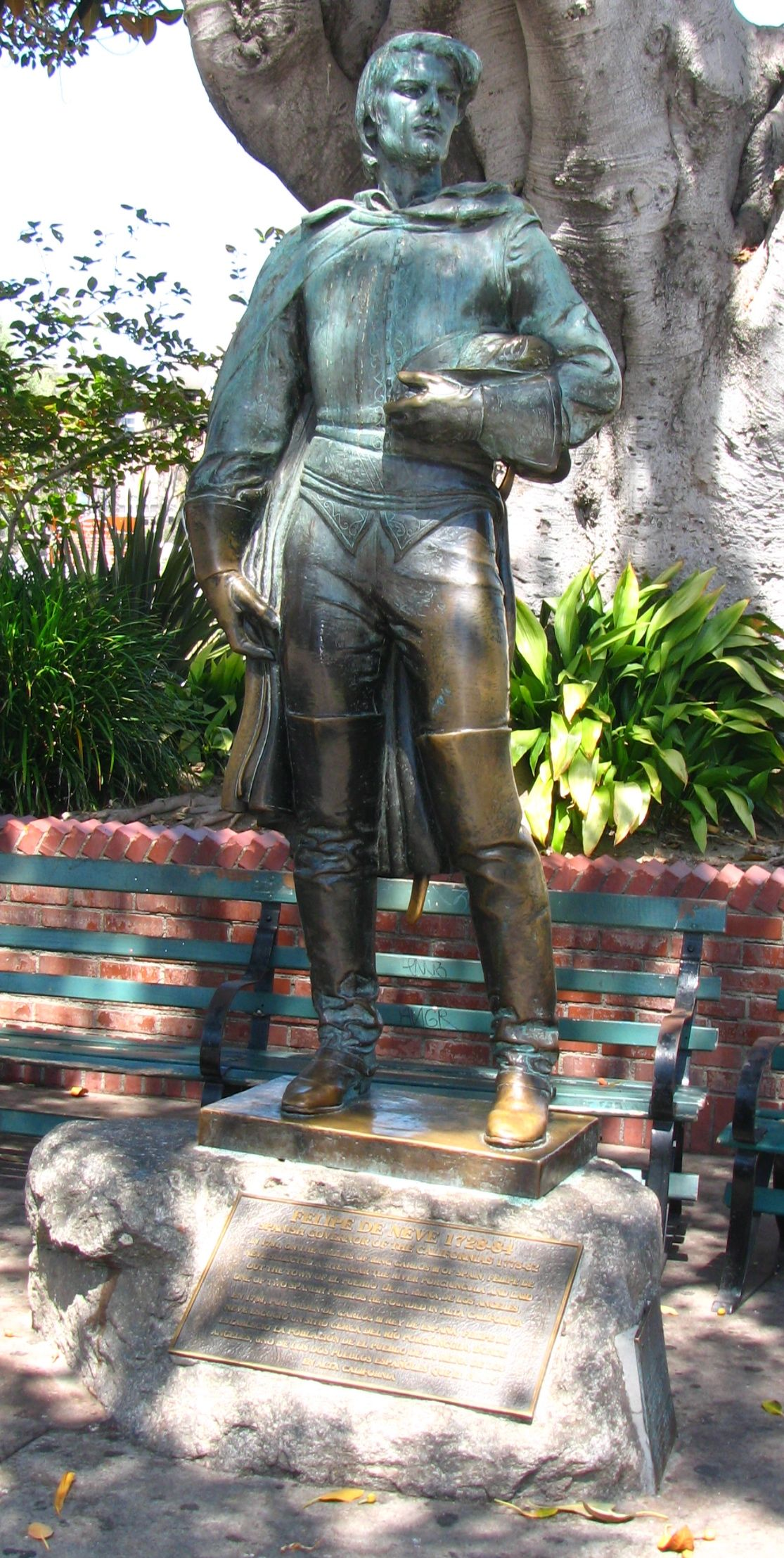
費利佩·德·內韋雕像，位於洛杉磯市中心的天使后廣場。

費利佩約於1724年出生於西班牙帝國哈恩省拜倫，全名為費利佩·德·內韋·帕迪利亞（Felipe de Neve y Padilla）。他自年輕時便加入西班牙軍隊，參與過多場歐洲戰事，並在軍中逐步升遷，最終調任至新西班牙。在殖民地任職期間，他曾在薩卡特卡斯從事行政工作，累積治理經驗。

### 加利福尼亞總督任內

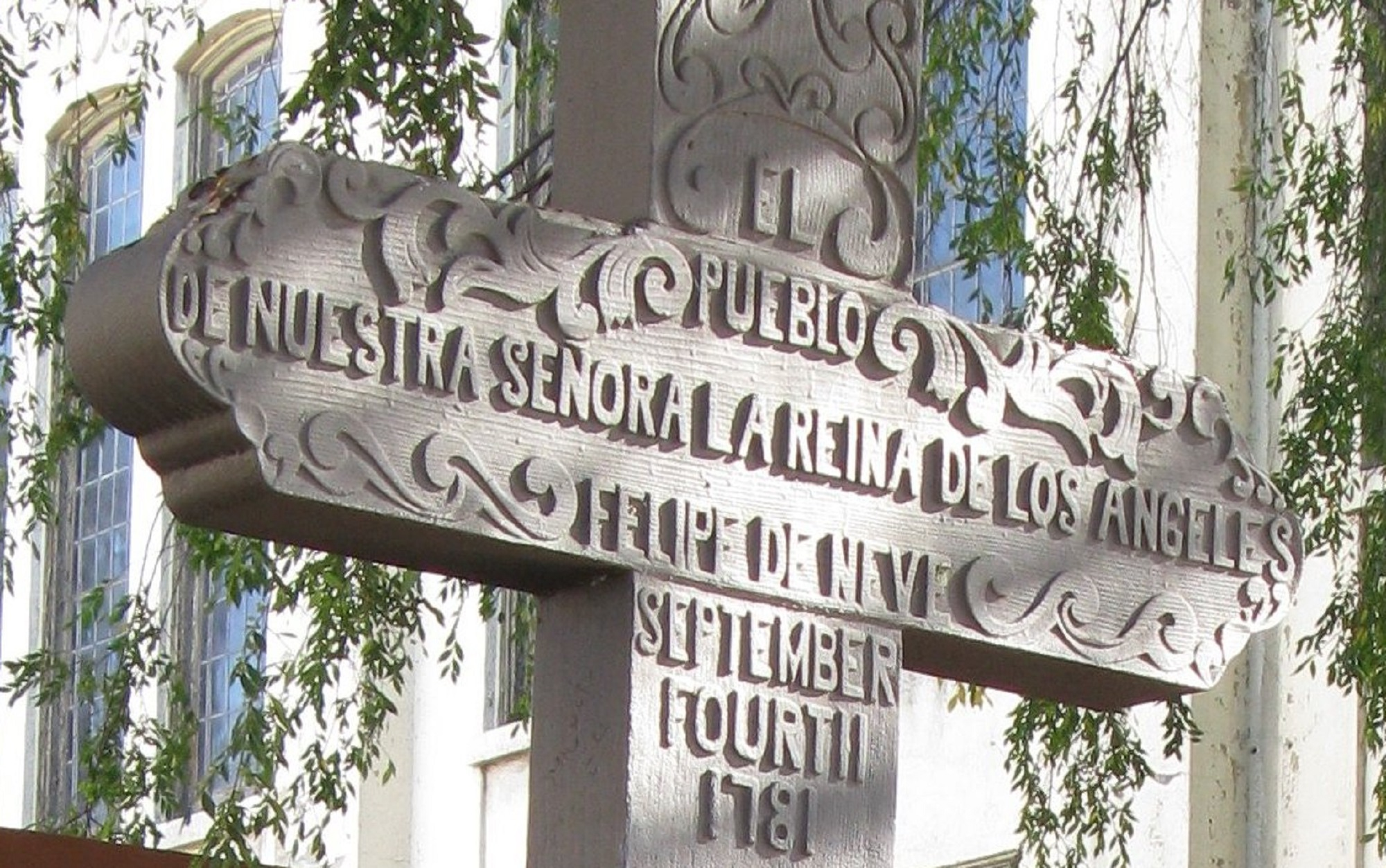
洛杉磯創建紀念碑細節，標示1781年建立日期與內韋之名。

1774年，內韋被任命為加利福尼亞總督，負責統籌上加州與下加州的行政與軍事事務。他在任期間推行世俗行政改革，試圖削弱傳教士對殖民地的直接控制，改由王室派任官員進行地方治理。
1779年，他將總督府自洛雷托移至上加州的蒙特雷，作為新政務中心。同時，他也著手制定《加利福尼亞行政規章》，推動土地分配、城市規劃與居民自治等政策，為後來加州的殖民發展奠定基礎。該法規獲西班牙國王批准，並於1784年在墨西哥正式刊印。
在1779年，時任加利福尼亞總督的內韋與方濟各會傳教士胡安·塞拉發生激烈爭執，焦點在於教會與世俗政權在殖民地中的角色定位。內韋上任後積極推動行政改革，主張削弱傳教士對土著居民與土地資源的控制權，將治理權收歸王室世俗官員，以強化中央政權的實際掌控。塞拉則認為傳教團在原住民教育與宗教事務上應保有自主權，反對過度行政干預。這場對峙被視為西班牙在加州殖民政策的重要轉捩點，象徵著從以教會為主體的傳統模式，逐步過渡至由王室官員主導的世俗治理體制。

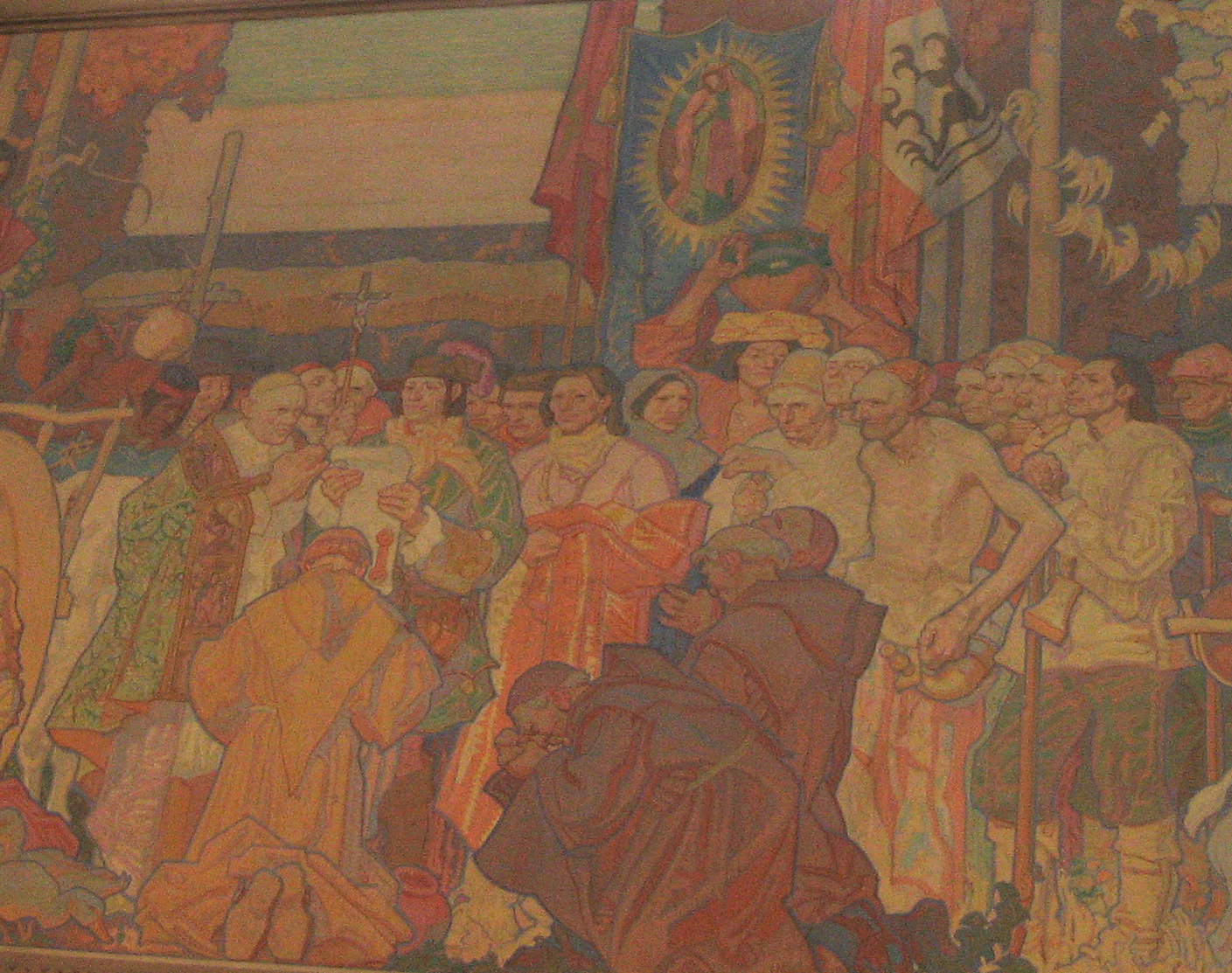
洛杉磯中央圖書館壁畫，描繪1781年內韋建立洛杉磯之情景。

1781年，在西班牙国王卡洛斯三世命令下，內韋親自選址於波爾欣庫拉河畔（即今日洛杉磯河流域），建立「聖母天使之后之鎮」（El Pueblo de Nuestra Señora la Reina de los Ángeles），為今日洛杉磯的前身。他親自繪製城市方格圖，設置中央廣場、教堂、市場與民宅街區，並從新西班牙本地招募44名定居者前往開墾。
除洛杉磯外，內韋亦主持了另一座定居鎮聖荷西的規劃與行政設立。他鼓勵軍人與農民定居，推動自給自足與民間社會的發展，使加利福尼亞逐漸由軍事前哨轉向平民殖民地。

### 逝世與紀念

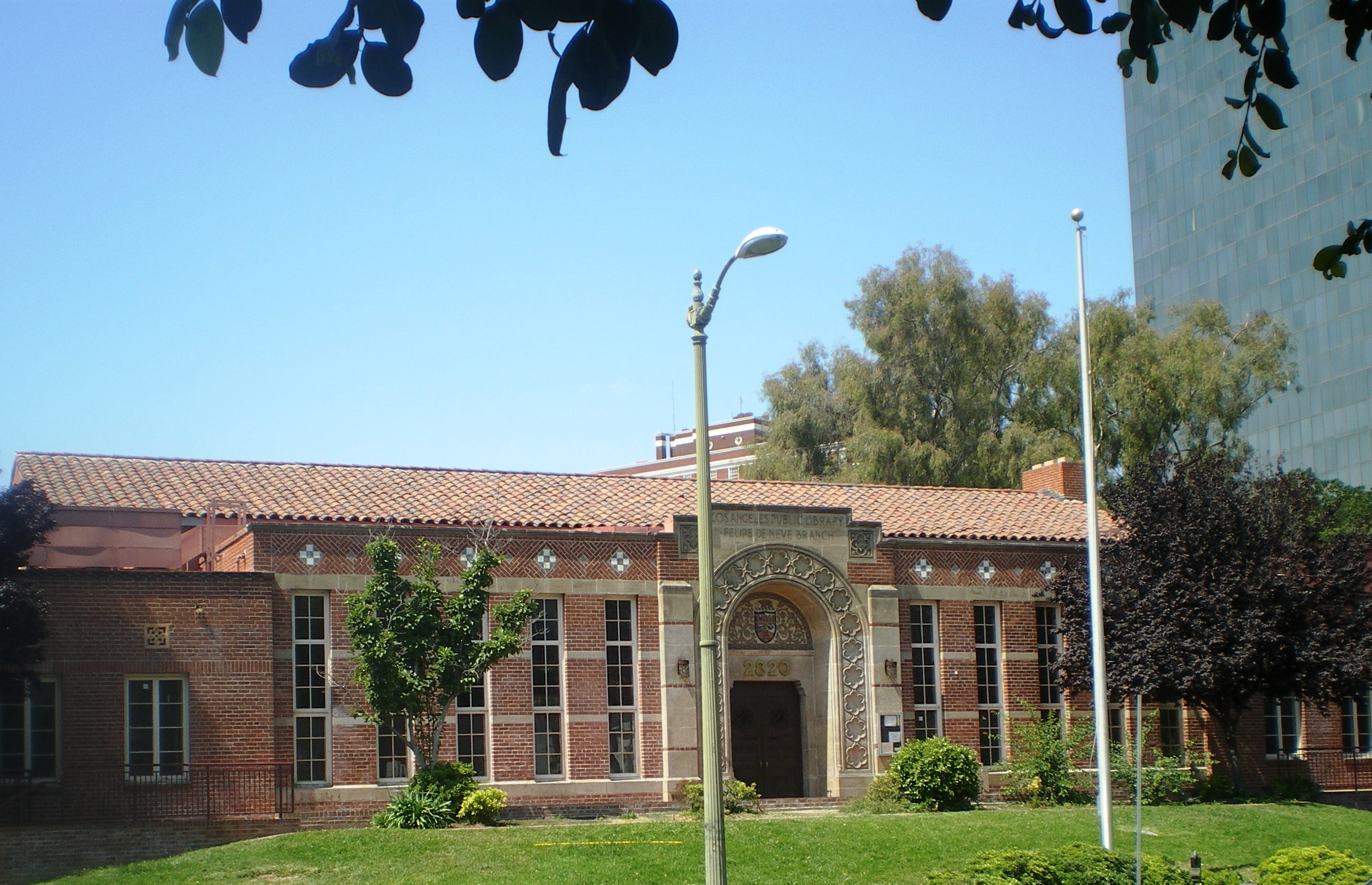
以內韋命名的洛杉磯公共圖書館分館，為歷史文化建築。

內韋於1782年卸任加利福尼亞省總督，改任北方內陸總司令，統轄包括加利福尼亞在內的新西班牙北部邊區。他於1784年11月3日逝世於佩尼亞布蘭卡迦密山聖母莊園（今墨西哥奇瓦瓦州弗洛雷斯馬貢），享年約60歲。
為紀念他的貢獻，洛杉磯市中心設有以他為名的雕像與紀念碑。1929年啟用的費利佩·德·內韋分館圖書館，以及加州大學洛杉磯分校（UCLA）的德·內韋廣場學生宿舍（de Neve Plaza），皆以其命名，顯示其在當地歷史中的重要地位。